# Nepanthia
Nepanthia is een geslacht van zeesterren uit de familie Asterinidae.

## Soorten
- Nepanthia belcheri (Perrier, 1875)
- Nepanthia crassa (Gray, 1847)
- Nepanthia fisheri Rowe & Marsh, 1982
- Nepanthia maculata Gray, 1840
- Nepanthia pedicellaris Fisher, 1913